# Jardim Vasco da Gama
O Jardim Vasco da Gama é um jardim situado em Lisboa. O seu nome homenageia o descobridor do caminho marítimo para Índia, o navegador português Vasco da Gama.

Situa-se delimitado entre a Avenida da Índia e a pitoresca Rua Vieira Portuense, antiga Rua da Cadeia, e sobre zona de aterro onde antigamente existia a antiga praia de Belém, próximo do Mosteiro dos Jerónimos.

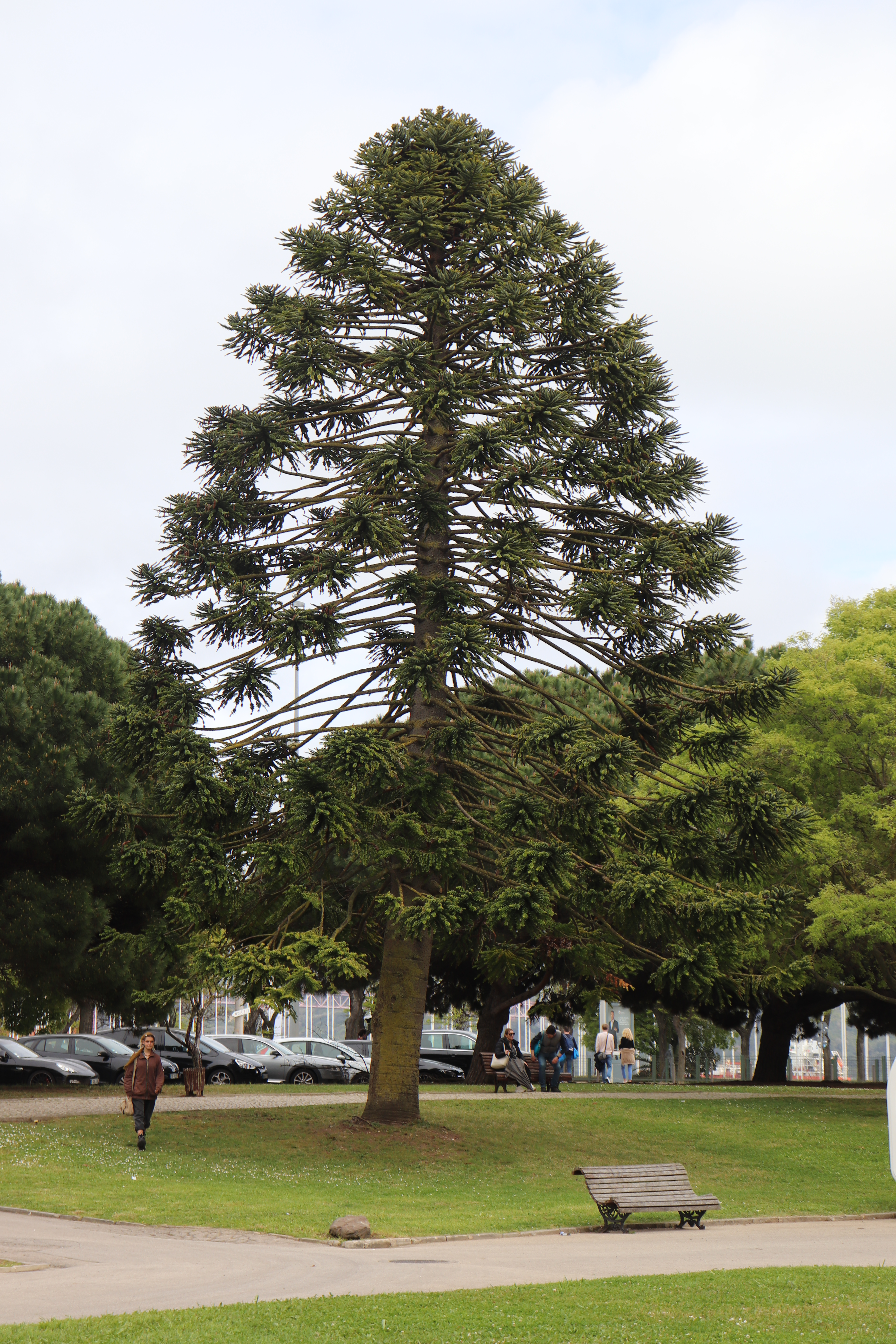
Araucaria bidwillii

Construído entre 1983 e 1985 segundo projeto do arquiteto paisagista António Saraiva, possui uma área de 4,2 ha e é composto por um amplo relvado central incluindo um pequeno parque infantil e delimitado por um renque de árvores e arbustos que o enquadram.

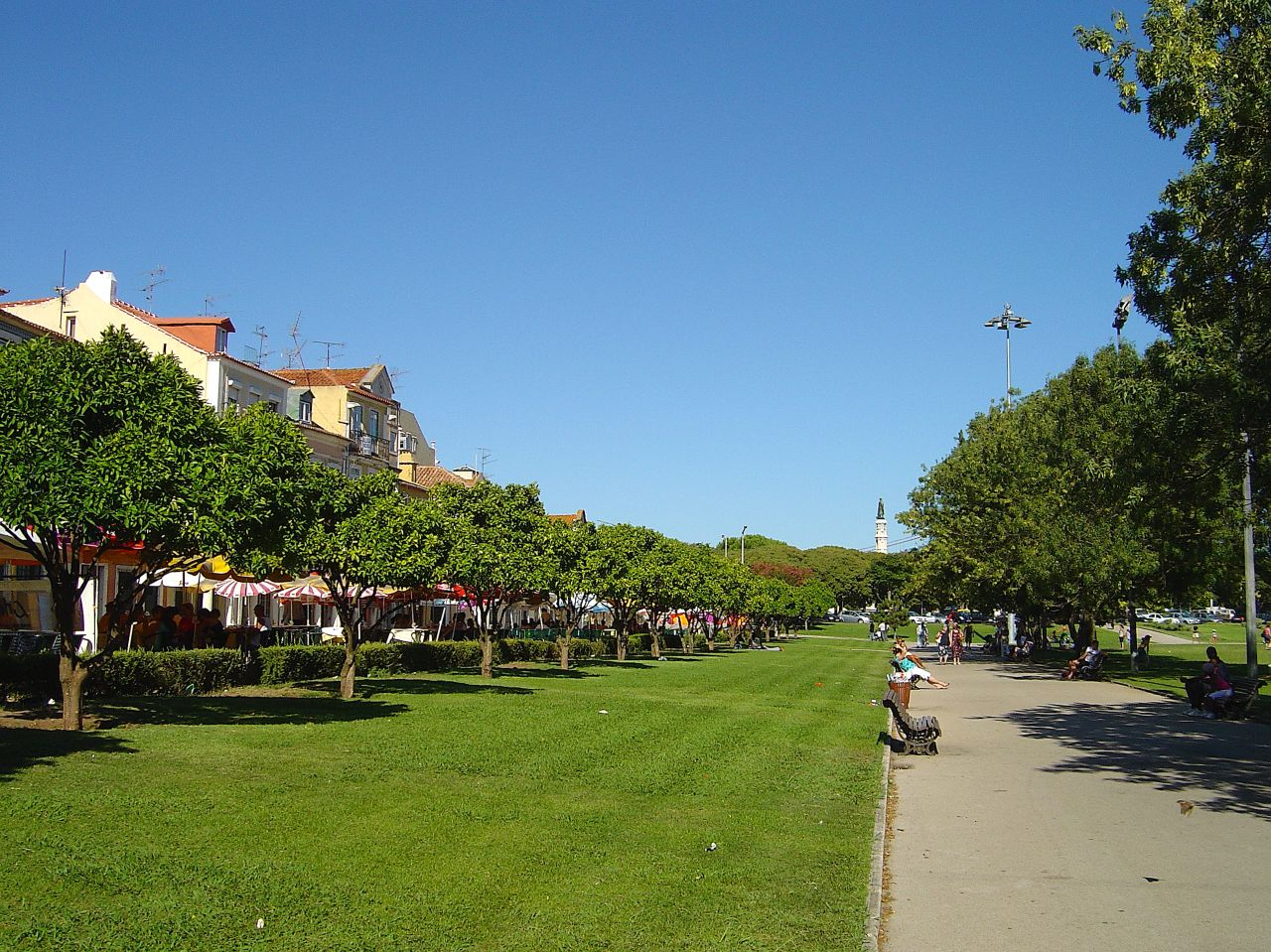
Conjunto de laranjeiras-azedas limitando a Rua Vieira Portuense

Em Novembro de 2006 este jardim passou a fazer parte da rede de Jardins Digitais de Lisboa, onde é possível navegar sem fios e sem pagar, através da criação de pontos de acesso (hotspots) em locais públicos.
O jardim encontra-se parcialmente incluído na Zona Especial de Proteção do Mosteiro de Santa Maria de Belém e na Zona Especial de Proteção do Palácio Nacional de Belém.

## Pavilhão Tailandês
O Pavilhão Tailandês ou Sala Thai que é uma das atrações deste jardim, foi oferecido pelo governo real da Tailândia por ocasião das comemorações dos 500 anos (cinco séculos) do estabelecimento das relações bilaterais entre a Tailândia, antigo Reino do Sião, e Portugal.
O pavilhão foi inaugurado na presença de Maha Chakri Sirindhorn princesa real da Tailândia e do então presidente da câmara municipal de Lisboa António Costa, no dia 21 de fevereiro de 2012.
Produzido em Banguecoque seguiu métodos tradicionais em madeira de teca revestida a folha de ouro e decorado por vitrais coloridos e brilhantes. A sua cobertura está revestida com placas que lembram a pele de um dragão ou as escamas de um peixe. Já os pináculos representam anjos estilizados. Foi montado com encaixes na madeira sem o uso de metais não tendo por isso um único prego ou parafuso.
O pavilhão foi transportado de barco até Lisboa pelo mesmo trajeto que fizeram os navegadores portugueses 500 anos antes.
A sua edificação recebeu o esforço de José Eduardo de Mello Gouveia, embaixador português na Tailândia nos anos 80 e para a sua localização inicialmente pensou-se no Jardim Botânico Tropical, porém ficaria muito escondido; depois pensou-se na beira Tejo, defronte da Cordoaria, mas a Rede Ferroviária Nacional opôs-se; por fim foi preciso convencer o Instituto do Património Arquitectónico a autorizá-lo no jardim Vasco da Gama.

### Festival da Tailândia
O pavilhão é epicentro do anual Festival da Tailândia que se realiza no jardim. Com entrada livre, a iniciativa que celebra a arte, cultura e gastronomia tailandesas é organizada pela Embaixada da Tailândia em Portugal com o apoio da Autoridade do Turismo da Tailândia (TAT) e da Câmara Municipal de Lisboa, e integra a agenda cultural das Festas de Lisboa. Em 2019 o festival recebeu 15.000 visitantes.

## Castle of the Eye

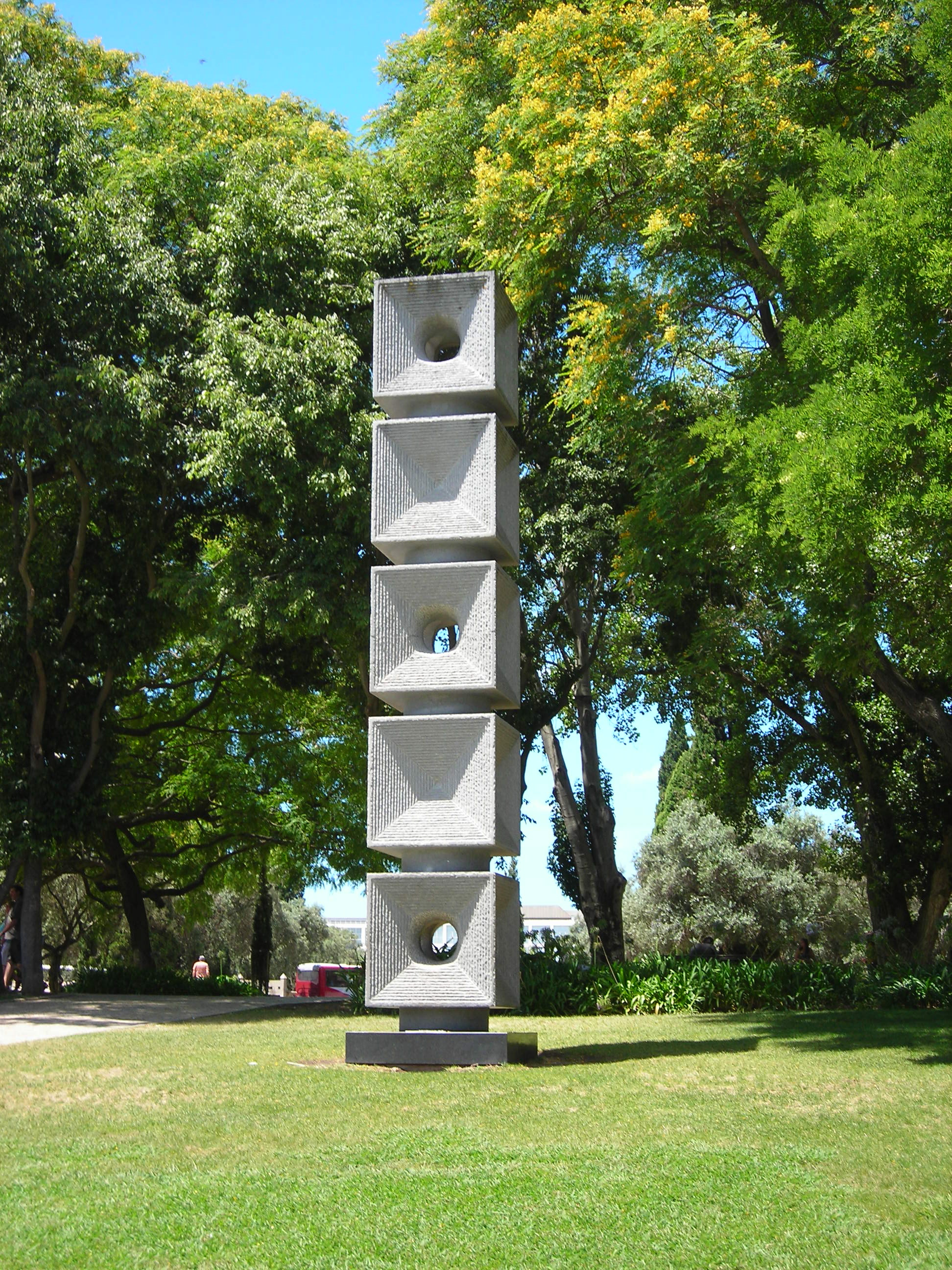
Castle of the Eye, Minoru Niizuma

Castle of the Eye é a única peça escultórica decorativa do jardim. A escultura composta por cinco cubos de granito foi inaugurada em 1994 por iniciativa camarária. Obra do escultor japonês Minoru Niizuma, é uma peça não figurativa, minimalista, inserida num abstracionismo geométrico de natureza simbólica, fazendo recurso a quadrados ou cubos, numa alternância rítmica entre espaços cheios e espaços vazios, assumindo uma verticalidade acentuada e respeitando sempre uma hierarquia entre eles.